# 甘楚林
甘楚林（1968年4月—），广西梧州人，汉族，中国农工民主党党员。中华人民共和国政治人物、第十三届全国人民代表大会广西壮族自治区代表。

## 生平
2018年，甘楚林被选为广西壮族自治区出席第十三届全国人民代表大会代表。